# (5626) Melissabrucker
(5626) Melissabrucker es un asteroide que forma parte de los asteroides Amor descubierto el 18 de marzo de 1991 por el equipo del Spacewatch desde el Observatorio Nacional de Kitt Peak, Arizona, Estados Unidos.

## Designación y nombre
Designado provisionalmente como 1991 FE. Fue nombrado Melissabrucker en homenaje a Melissa J. Brucker, investigadora de cuerpos pequeños en el sistema solar. Como investigadora principal adjunta del Proyecto Spacewatch, organiza y hace observaciones de asteroides de alta prioridad que se acercan a la Tierra.

## Características orbitales
1991 FE está situado a una distancia media del Sol de 2,194 ua, pudiendo alejarse hasta 3,192 ua y acercarse hasta 1,197 ua. Su excentricidad es 0,454 y la inclinación orbital 3,848 grados. Emplea 1187,66 días en completar una órbita alrededor del Sol.

## Características físicas
La magnitud absoluta de 1991 FE es 14,2. Tiene   km de diámetro y su albedo se estima en  . Está asignado al tipo espectral S según la clasificación SMASSII.